# فنلندا في الألعاب الأولمبية الصيفية 2016
نافست فلندا في دورة الألعاب الأولمبية الصيفية 2016 في ريو دي جانيرو، البرازيل، من 05-21 أغسطس 2016. وقد شارك الرياضيين الفنلنديي في كل دورة من دورات الألعاب الأولمبية الصيفية منذ بدايتها الرسمية في البلاد في عام 1908.